# Saccoglossus bromophenolosus
Saccoglossus bromophenolosus is een diersoort in de taxonomische indeling van de Hemichordata. Het dier behoort tot het geslacht Saccoglossus en behoort tot de familie Harrimaniidae. De wetenschappelijke naam van de soort werd voor het eerst geldig gepubliceerd in 1994 door King, Giray & Kornfield.